# Whitewashing
Whitewashing je manipulativní technika, která se zastíráním či ospravedlňováním vad (např. neřestí, zločinů, skandálů, nežádoucích vlastností, nevýhod) snaží zlepšit veřejné mínění o určité osobě nebo tématu. V jiném významu představuje cenzuru historie, kdy jsou určité osoby vymazány (zabíleny).
Původní význam anglického slova whitewashing je bílení vápnem.